# Referendum abrogativo in Veneto del 2002
Il referendum abrogativo in Veneto del 2002 fu una consultazione referendaria regionale tenutasi in Veneto il 6 ottobre 2002 per proporre l'abrogazione della legge regionale n. 1/2001 recante "Interventi a favore delle famiglie degli alunni delle scuole statali e paritarie".
Il referendum non raggiunse il quorum richiesto.

## Contesto
La riforma scolastica voluta da Luigi Berlinguer portò all'approvazione della legge n. 62/2000 contenente le "Norme per la parità scolastica e disposizioni sul diritto allo studio e all'istruzione", che iniziò a prevedere un'equiparazione fra scuola pubblica e scuola privata.
Tra le prime regioni in Italia a recepire la parità scolastica vi furono Lombardia e Veneto, all'epoca governate rispettivamente da Roberto Formigoni e Giancarlo Galan: il 23 gennaio 2001 venne pubblicata la legge regionale del Veneto n. 1/2001 relativa agli "Interventi a favore delle famiglie degli alunni delle scuole statali e paritarie". Il relativo regolamento applicativo prevedeva in particolare di erogare un contributo economico agli studenti, ponendo come requisito una spesa non inferiore a 300.000 lire per spese di iscrizione o rette di frequenza. Tale limite venne criticato dai movimenti politici di sinistra, perché il finanziamento avrebbe escluso la maggior parte degli studenti delle scuole pubbliche (esclusi i convitti ed educantati, dove le rette sono maggiori), mentre ne avrebbero usufruito maggiormente quelli delle scuole private. Inoltre, il buono-scuola sarebbe potuto essere richiesto anche da famiglie agiate con una fascia di reddito familiare fino a 90 milioni di lire netti (che grazie ad esenzioni e maggiorazioni sarebbero potute arrivare finanche a 140/150 milioni di lire).
Il bilancio del primo anno dell'iniziativa fu che, a fronte di 490.000 studenti della scuola pubblica e 24.300 studenti della scuola privata, vennero destinati 178 milioni di lire ai primi (in media 360 lire a testa) contro 17,3 miliardi di lire ai secondi (700.000 lire a testa).

## Iniziativa referendaria
Nel giugno 2001 si andò formando un comitato promotore composto da movimenti di sinistra (Rifondazione Comunista, Comunisti Italiani, Verdi, Socialisti Democratici Italiani), sindacati (Lavoro società/Cambiare rotta, CGIL, sindacati di base Cobas, RdB) associazioni (Comitato Scuola e Costituzione, Coordinamento Genitori Democratici, Associazione per la Scuola della Repubblica, coordinamenti studenteschi vari e Legambiente) e reti scolastiche contrarie alla riforma Berlinguer. A partire da agosto, furono raccolte più di 35.000 firme (il numero minimo era 30.000) per chiedere l'indizione del referendum abrogativo.
Le forze di destra decisero di non pronunciarsi sul referendum, mentre la Chiesa i movimenti cattolici invitarono gli elettori all'astensione. Giancarlo Gala definì il referendum come inutile e con un costo di 20 milioni di euro, superiore allo stanziamento dei buoni scuola.
La Margherita guidata da Massimo Cacciari invitò a votare "No", dichiarandosi favorevole alla legge, ma contraria al regolamento attuativo.

## Risultati

### Dettagli dello scrutinio
| Risultati        | Preferenze | Percentuale su voti validi | Percentuale su votanti | Percentuale su elettori |
| ---------------- | ---------- | -------------------------- | ---------------------- | ----------------------- |
| Sì               | 749 214    | 93,50%                     |                        |                         |
| No               | 52 041     | 6,5%                       |                        |                         |
| Schede bianche   |            | –                          |                        |                         |
| Schede nulle     |            | –                          |                        |                         |
| Totale votanti   |            | –                          | –                      | 21,15%                  |
| Corpo elettorale |            | –                          | –                      | 100,00%                 |

Fonte: ECN

#### Risultati per provincia o città metropolitana
| Provincia | Sì         | Sì          | No         | No          | Affluenza | Affluenza  |
| Provincia | Preferenze | % voti val. | Preferenze | % voti val. | Votanti   | % elettori |
| --------- | ---------- | ----------- | ---------- | ----------- | --------- | ---------- |
| Belluno   | 30 753     | 92,5%       | 2 491      | 7,5%        |           | 16,8%      |
| Padova    | 157 390    | 94,0%       | 9 975      | 6,0%        |           | 23,4%      |
| Rovigo    | 40 857     | 93,0%       | 3 068      | 7,0%        |           | 21,0%      |
| Treviso   | 114 978    | 92,3%       | 9 554      | 7,7%        |           | 18,4%      |
| Venezia   | 162 809    | 94,6%       | 9 335      | 5,4%        |           | 24,5%      |
| Verona    | 103 678    | 92,5%       | 8 352      | 7,5%        |           | 17,9%      |
| Vicenza   | 138 749    | 93,7%       | 9 266      | 6,3%        |           | 22,6%      |
| Veneto    | 749 214    | 93,5%       | 52 041     | 6,5%        |           | 21,15%     |

Fonte: ECN

## Referendum analoghi
Il 27 aprile 2003 si svolse un analogo referendum in Liguria, che anch'esso non raggiunse il quorum.